# Zweckverband Groß-Berlin
Zweckverband Groß-Berlin var ett förbund mellan det ursprungliga Berlin och de områden som 1920 kom att inkorporeras i Stor-Berlin. Zweckverband Groß-Berlin existerande 1912-1920. Zweckverband Groß-Berlin stod bakom Dauerwaldfördraget vilket innebar att man köpte stora skogsområden i och även utanför Berlin.